# Vexillum exiguum
Vexillum exiguum är en snäckart som först beskrevs av C. B. Adams 1845.  Vexillum exiguum ingår i släktet Vexillum och familjen Costellariidae. Inga underarter finns listade i Catalogue of Life.